# Donovan Estates, Arizona
Donovan Estates je naseljeno područje za statističke svrhe u američkoj saveznoj državi Arizona. Prema popisu stanovništva iz 2010. u njemu je živjelo 1,508 stanovnika.